# Lars Heineman
Lars Heineman (Degerfors, 16 febbraio 1943) è un ex calciatore svedese, di ruolo attaccante.

## Carriera

### Calciatore

#### Club
Heineman inizia la carriera nel Degerfors, società militante nella massima serie svedese, con cui ottiene il secondo posto nella Allsvenskan 1963, ottenendo il titolo di capocannoniere con diciassette reti a pari merito con Bo Larsson del Malmö FF.
Nella stagione 1965 passa al Elfsborg, ottenendo il secondo posto finale.
Nel 1968 si trasferisce in America, ingaggiato dagli statunitensi del Detroit Cougars, per disputare la prima edizione della North American Soccer League. A stagione in corso, passa ai Washington Whips, con cui  chiuse la stagione al secondo posto della Atlantic Division.
Terminata l'esperienza americana nel 1970 torna in forza al Karlskoga IF, nella serie cadetta svedese.

#### Nazionale
Heineman ha giocato due incontri con la nazionale svedese nel 1963, vincendo anche la Nordisk Mesterskap 1960-1963.

## Statistiche

### Cronologia presenze e reti in nazionale
| Cronologia completa delle presenze e delle reti in nazionale ― Svezia | Cronologia completa delle presenze e delle reti in nazionale ― Svezia | Cronologia completa delle presenze e delle reti in nazionale ― Svezia | Cronologia completa delle presenze e delle reti in nazionale ― Svezia | Cronologia completa delle presenze e delle reti in nazionale ― Svezia | Cronologia completa delle presenze e delle reti in nazionale ― Svezia | Cronologia completa delle presenze e delle reti in nazionale ― Svezia | Cronologia completa delle presenze e delle reti in nazionale ― Svezia |
| Data                                                                  | Città                                                                 | In casa                                                               | Risultato                                                             | Ospiti                                                                | Competizione                                                          | Reti                                                                  | Note                                                                  |
| --------------------------------------------------------------------- | --------------------------------------------------------------------- | --------------------------------------------------------------------- | --------------------------------------------------------------------- | --------------------------------------------------------------------- | --------------------------------------------------------------------- | --------------------------------------------------------------------- | --------------------------------------------------------------------- |
| 4-5-1963                                                              | Budapest                                                              | Ungheria                                                              | 4 – 0                                                                 | Svezia                                                                | Olimpiadi 1964 - Qualificazione                                       | -                                                                     |                                                                       |
| 14-8-1963                                                             | Göteborg                                                              | Svezia                                                                | 0 – 0                                                                 | Norvegia                                                              | Campionato nordico di calcio 1960-1963                                | -                                                                     |                                                                       |
| Totale                                                                |                                                                       | Presenze                                                              | 2                                                                     |                                                                       | Reti                                                                  | 0                                                                     |                                                                       |

## Palmarès

### Individuale
- Capocannoniere dell'Allsvenskan: 1

1963 (17 gol ex aequo)

### Nazionale
- Campionato nordico di calcio: 1

1960-1963